# فريدريك فورسيث
فريدريك مكارثي فورسيث (بالإنجليزية: Frederick Forsyth)، الحاصل على رتبة الإمبراطورية البريطانية، (من مواليد 25 أغسطس عام 1938) هو مؤلف إنجليزي وصحفي، وجاسوس سابق، ويعمل في مجال النقد السياسي من حين إلى آخر. اشتهر فورسيث بتأليفه لقصص الإثارة، أهمّها: يوم ابن آوى، وملف أوديسا، والبروتوكول الرابع، وكلاب الحرب، وبديل الشيطان، وقبضة الرب، وأيقونة، والمخضرم، والمنتقم، والأفغاني، وأفعى الكوبرا، وقائمة القتل.
غالبًا ما تظهر أعمال فورسيث في قوائم أفضل الكتب مبيعًا، وحوّلت أكثر من 12 قصًة ألفها فورسيث إلى أفلام. باع فورسيث، بحلول عام 2006 أكثر من 70 مليون كتاب بأكثر من 30 لغة.

## أولى سنوات حياته
وُلد فورسيث لصانع فراء، في بلدة أشفورد في مقاطعة كنت البريطانية. تلقى تعليمه في مدرسة تونبريدج، والتحق بعد ذلك بجامعة غرناطة في إسبانيا.

## حياته المهنية

### الجيش والصحافة
أتمّ فورسيث، قبل أن يصبح صحفيًا، خدمته الوطنية في سلاح الجو الملكي البريطاني كطيار حيث حلّق بطائرة دي هافيلاند فامباير. انضم إلى فريق عمل وكالة رويترز الإخبارية في عام 1961، ثم انتقل، في عام 1965، إلى هيئة الإذاعة البريطانية (بي بي سي)، حيث عمل كمساعدٍ لمراسلٍ دبلوماسي.

تحدث فورسيث عن أعماله المبكرة في مجال الصحافة. أمضى بداية حياته المهنية في تغطية الشؤون الفرنسية، ومحاولة اغتيال شارل ديغول. لم يسبق له أن ذهب إلى ما أسماها «إفريقيا السوداء»، إلى أن أُرسل لتغطية الحرب الأهلية النيجيرية بين بيافرا ونيجيريا كمراسل لهيئة الإذاعة البريطانية. أمضى فورسيث في نيجيريا الأشهر الستة الأولى من عام 1967، مع أنّ قلة من الناس توقعوا استمرار الحرب لفترة طويلة، نظرًا إلى والاستعداد الهزيل للبيافريين للحرب وتسلحهم بأسلحة بسيطة بالمقارنة مع النيجيريين الذي استخدموا أسلحة بريطانية. بعد انتهاء الأشهر الستة التي قضاها في نيجيريا، اتصل فورسيث، الحريص على الاستمرار بعمله في إعداد التقارير الصحافية، بهيئة الإذاعة البريطانية، وطلب منهم أن يمددوا له مهمته في نيجيريا، فكتب حول الرد الذي حصل عليه من بي بي سي: 
قيل لي بصراحة تامة، «لا تشمل سياستنا العامة موضوع تغطية هذه الحرب». تتصدر في هذه الفترة حربُ الفيتنام عناوين الصفحات الأولى في الصحف كل يوم تقريبًا، ويُشار إليها على أنّها إخفاق أمريكي، ولن تتمّ تغطية الإخفاق البريطاني في نيجيريا. أحسست حينها بوجود تلاعب بالاخبار، لذا قدمت لنفسي تعهدًا خاصًا: «يمكنكم، أيها السادة، عدم تغطية هذه الحرب، لكنني سأغطيها بنفسي». استقلت بعدها من البي بي سي، وسافرت إلى بيافرا، وبقيت فيها خلال أغلب أيام العامين التاليين.
عاد فورسيث إلى بيافرا كمراسل مستقل، وكتب كتابه الأول، قصة بيافرا، عام 1969.
كشف فورسيث في شهر أغسطس من عام 2015، أنه عمل في بيافرا كجساسوس لجهاز الاستخبارات البريطاني، لأكثر من 20 عامًا، مدعيًا عدم حصوله على أجر مقابل ذلك.
يعمل فورسيث، في بعض الأحيان مقدم برامج سياسية إذاعية، وهو كاتب صحفي له زاوية أسبوعية خاصة في صحيقة ديلي إكسبريس. انتقد فورسيث، في عام 2003، «التنمر على المثليين في الكنائس» في مقالة نشرتها صحيفة الغارديان البريطانية. روى فورسيث العديد من الأفلام الوثائقية، بما في ذلك فيلم خطوط يسوع المسيح الجوية، وفيلم جنود: تاريخ رجال في ساحة المعركة وفيلم لم أنسكم أبدًا: حياة وتراث سيمون ويزنثال.

### كتاباته
قرر فورسيث كتابة رواية مستخدمًا تقنياتِ بحث ودراسة مشابهة لتلك المستخدمة في الصحافة. نُشرت روايته الأولى الكاملة، يوم ابن آوى، في عام 1971، وأصبحت من أكثر الكتب مبيعًا في العالم، وحصلت على جائزة إدغار آلان بو كأفضل رواية في تلك السنة. تتمثل حبكة الرواية باستئجار منظمة الجيش السري الإرهابية الفرنسية لقاتل مأجور لقتل الرئيس الفرنسي –حينها- شارل ديغول. حُوّلت الرواية إلى فيلم عُرض عام 1973.  

## روابط خارجية
- فريدريك فورسيث على موقع IMDb (الإنجليزية)
- فريدريك فورسيث على موقع الموسوعة البريطانية (الإنجليزية)
- فريدريك فورسيث على موقع روتن توميتوز (الإنجليزية)
- فريدريك فورسيث على موقع مونزينجر (الألمانية)
- فريدريك فورسيث على موقع ألو سيني (الفرنسية)
- فريدريك فورسيث على موقع ميوزك برينز (الإنجليزية)
- فريدريك فورسيث على موقع أول موفي (الإنجليزية)
- فريدريك فورسيث على موقع قاعدة بيانات برودواي على الإنترنت (الإنجليزية)
- فريدريك فورسيث على موقع قاعدة بيانات الأفلام السويدية (السويدية)
- فريدريك فورسيث على موقع إن إن دي بي (الإنجليزية)